# BK바이러스
BK바이러스(BK virus, BKV)는 폴리오마바이러스의 일종이다. 과거에는 전세계적으로 분포한 적도 있지만, 현재는 면역결핍이나 면역억제 환자의 경우를 제외하면 심각한 감염 사례를 찾아보기 힘들다. BK라는 이름은 1971년에 이 바이러스가 처음 분리된 환자의 이름에서 따온것이다. 외피가 없고 이중나선 구조의 유전체를 보유하고 있다.

## 증상
BK바이러스는 콩팥이식 환자를 제외하면 일반적으로 증상을 일으키지 않는다. 감염된 사람도 대부분의 경우 무증상으로 남아있으며 만일 증상이 나타난다해도 경미한 호흡기 증상이나 미열에 그친다. 이러한 증상은 BK바이러스의 1차 감염증으로 여겨진다. 그러나 자연유산을 경험한 여성 표본에서는 증상이 없었음에도 불구하고 BK바이러스의 흔적이 나타나기도 한다. BK바이러스의 항체는 자연유산한 여성뿐 아니라 낙태를 경험한 여성들에게서도 발견된다.
콩팥과 요도의 상피세포에 주로 분포하며 숙주가 사망할 때까지 존재한다. 80%에 달하는 인구가 이미 바이러스를 보유하고 있을 것으로 여겨지나, 면역억제 이전에는 대부분의 경우 증상이 나타나지 않는다. 주로 콩팥이식 등 장기이식을 위해 면역억제를 할 때에 이 바이러스가 증상을 일으키기 시작한다. 면역결핍환자의 경우 더욱 치명적인 증상을 보이는 경향이 있다.

## 원인

### 전염
사람간에만 전염되나, 어떻게 전염되는지는 아직 밝혀지지 않았다. 소변을 통해 바이러스가 주기적으로 배출되며, 호흡기의 점액이나 소변을 통해 전염되는 것으로 추측된다. 건강한 사람 400명에게서 채혈한 혈액을 조사한 결과 82%의 사람이 BK바이러스에 대항하는 IgG를 보유하고 있다는 사실이 드러났다.

### 위험 인자
면역억제제를 복용하는 신장이식환자의 경우 증상이 많이 나타나는데, 이를 BK신장병(BK nephropathy)라 부른다. 신장이식환자의 1~10%가 이 질병을 겪게 되며, 그중 80%는 이식받은 신장이 제 기능을 하지 못하게 된다. BK신장병은 이식 후 짧게는 수일에서 길게는 5년후에 발병한다. 요도 협착, 간질성신염을 동반하기도 한다. 조혈모세포 이식환자의 경우 출혈성 방광염이 나타나기도 한다.
185,000개/mL의 농도 이상인 경우 BK바이러스 양성으로 판정하는데, BK바이러스 연관 신장병(BKVAN)를 겪고있을 확률이 75%에서 97%에 달한다. BK바이러스의 농도가 223,000개/mL이상인 경우에는 BKVAN를 겪고있을 확률이 88%에서 91%에 달한다.

## 진단
진단은 혈액검사나 소변에서 유인 세포를 검출하여 할 수 있으며, 콩팥을 직접 조직검사할 수도 있다. PCR 역시 종종 사용된다.

## 치료
면역억제제의 감량을 우선 시도할 수 있다. 레플루노마이드, 시프로플록사신의 투여를 통해 증상을 경감함과 동시에 바이러스의 농도도 상당히 감소하였음이 인제대학교 연구팀에 의해 보고되었다.

## 역사
1971년에 B. K.라는 이니셜을 가진 콩팥이식환자에게서 처음 분리되었다. 이 바이러스의 구조는 JC바이러스와 상당히 유사한데, 유전체의 75%가 동일하다. 이 두 바이러스는 중합효소 연쇄 반응이나 항체를 통한 혈청학적 검진 방식을 통해 구분할 수 있다.